# Lepanthes pubescens
Lepanthes pubescens är en orkidéart som beskrevs av Carlyle August Luer. Lepanthes pubescens ingår i släktet Lepanthes och familjen orkidéer. Inga underarter finns listade i Catalogue of Life.